# العلاقات الكونغوية الفيتنامية
العلاقات الكونغولية الفيتنامية هي العلاقات الثنائية التي تجمع بين جمهورية الكونغو وفيتنام.

## مقارنة بين البلدين
هذه مقارنة عامة ومرجعية للدولتين:
| وجه المقارنة                                              | [[تصنيف:صفحات تستخدم رمز علم غير موجود\|]] جمهورية الكونغو | فيتنام           |
| --------------------------------------------------------- | ---------------------------------------------------------- | ---------------- |
| المساحة (كم2)                                             | 342.00 ألف                                                 | 331.69 ألف       |
| عدد السكان (نسمة)                                         | 5.26 مليون                                                 | 94.66 مليون      |
| الكثافة السكانية (ن./كم²)                                 | 15.38                                                      | 285.39           |
| العاصمة                                                   | برازافيل                                                   | هانوي            |
| اللغة الرسمية                                             | لغة فرنسية                                                 | اللغة الفيتنامية |
| العملة                                                    | فرنك وسط أفريقي                                            | دونغ فيتنامي     |
| الناتج المحلي الإجمالي (بليون دولار)                      | 8.72 مليار                                                 | 234.19 مليار     |
| الناتج المحلي الإجمالي (تعادل القوة الشرائية) بليون دولار | 29.48 مليار                                                | 553.42 مليار     |
| الناتج المحلي الإجمالي الاسمي للفرد دولار أمريكي          | 1.85 ألف                                                   | 2.48 ألف         |
| الناتج المحلي الإجمالي للفرد دولار أمريكي                 |                                                            | 5.63 ألف         |
| مؤشر التنمية البشرية                                      | 0.591                                                      | 0.666            |
| رمز المكالمات الدولي                                      | +242                                                       | +84              |
| رمز الإنترنت                                              | .cg                                                        | .vn              |
| المنطقة الزمنية                                           | ت ع م+01:00                                                | ت ع م+07:00      |

## منظمات دولية مشتركة
يشترك البلدان في عضوية مجموعة من المنظمات الدولية، منها:
| علم المنظمة | اسم المنظمة                        | تاريخ انضمام جمهورية الكونغو | تاريخ انضمام فيتنام |
| ----------- | ---------------------------------- | ---------------------------- | ------------------- |
|             | البنك الدولي للإنشاء والتعمير      | 10 يوليو 1963                | 21 سبتمبر 1956      |
|             | يونسكو                             | 24 أكتوبر 1960               | 6 يوليو 1951        |
|             | منظمة التجارة العالمية             | ?                            | 11 يناير 2007       |
|             | وكالة ضمان الاستثمار متعدد الأطراف | 16 أكتوبر 1991               | 5 أكتوبر 1994       |
|             | منظمة الشرطة الجنائية الدولية      | ?                            | ?                   |
|             | مؤسسة التمويل الدولية              | 1 أكتوبر 1980                | 4 أغسطس 1967        |
|             | الأمم المتحدة                      | 20 سبتمبر 1960               | 20 سبتمبر 1977      |
|             | مؤسسة التنمية الدولية              | 8 نوفمبر 1963                | 24 سبتمبر 1960      |
|             | الفريق المعني برصد الأرض           | ?                            | ?                   |
|             | منظمة حظر الأسلحة الكيميائية       | ?                            | ?                   |

## وصلات خارجية
- موقع وزارة الخارجية الفيتنامية